# Lutz Eberhard Edzard
Lutz Eberhard Edzard (* 1962) ist ein deutscher Arabist.

## Leben
Von 1982 bis 1988 studierte er in München und Bonn Semitistik, Arabistik und theoretische Linguistik. Er erwarb 1988 den Magister Artium an der Universität München. Von 1989 bis 1992 studierte er an der University of California, Berkeley Near Eastern Studies, Arabic and Semitic Linguistic. Nach dem Ph.D. 1992 an der UC Berkeley war er von 1994 bis 1995 Visiting Scholar bei den Vereinten Nationen (Translation and Editorial Division) und an der New York University. Von 1994 bis 2002 war er Lehrbeauftragter für Arabisch und Semitisch an der Universität Bonn (Orientalisches Seminar, Stefan Wild) Nach der Habilitation 1999 im Fach Semitistik an der Universität Bonn lehrte er seit 2002 als Professor für semitische Sprachwissenschaft an der Universität Oslo. Seit 2013 lehrt er als Professor für Arabistik und Semitistik an der Universität Erlangen-Nürnberg.

## Schriften (Auswahl)
- Polygenesis, convergence, and entropy. An alternative model of linguistic evolution applied to semitic linguistics. Wiesbaden 1998, ISBN 3-447-04102-1.
- Language as a medium of legal norms. Implications of the use of Arabic as a language in the United Nations system. Berlin 1998, ISBN 3-428-09307-0.
- Arabisch, Hebräisch und Amharisch als Sprachen in modernen diplomatischen Dokumenten. Grammatikalische, lexikalische und stilistische Probleme in synchroner und diachroner Perspektive. Wiesbaden 2006, ISBN 3-447-05338-0.
- mit Silje Alvestad: La-ḥšōḇ, but la-ḥăzōr? Sonority, optimality, and the Hebrew p.ḥ. forms. Wiesbaden 2009, ISBN 978-3-447-05910-7.